# The Stepfather 2
The Stepfather 2 är en amerikansk-brittisk långfilm från år 1989 i regi av Jeff Burr.

## Handling
Jerry Blake rymmer från ett mentalsjukhus och hamnar i en annan stad, där han utger sig för att vara äktenskapsrådgivare. Nu verkar han ha hittat den perfekta kvinnan för honom, och han har en styvson som älskar honom. Blake vill gifta sig med den här kvinnan, men andra människor kommer alltid i vägen för honom. Då börjar Blake att en efter en mörda alla som försöker hindra honom från att skapa den perfekta familjen.

## Om filmen
Filmen är uppföljare till The Stepfather från år 1987. Den första filmen är baserad på en sann historia, vilket uppföljaren inte är. Det finns även en tredje film, The Stepfather 3.

## Rollista i urval
- Terry O'Quinn - Jerry Blake
- Meg Foster - Carol Grayland
- Caroline Williams - Matty Crimmins
- Jonathan Brandis - Todd Grayland
- Henry Brown - Dr. Joseph Danvers
- Mitchell Laurance - Phil Grayland
- Leon Martell - Walt "Smitty" Smith
- Renata Scott - Betty Willis